# Getsemaní

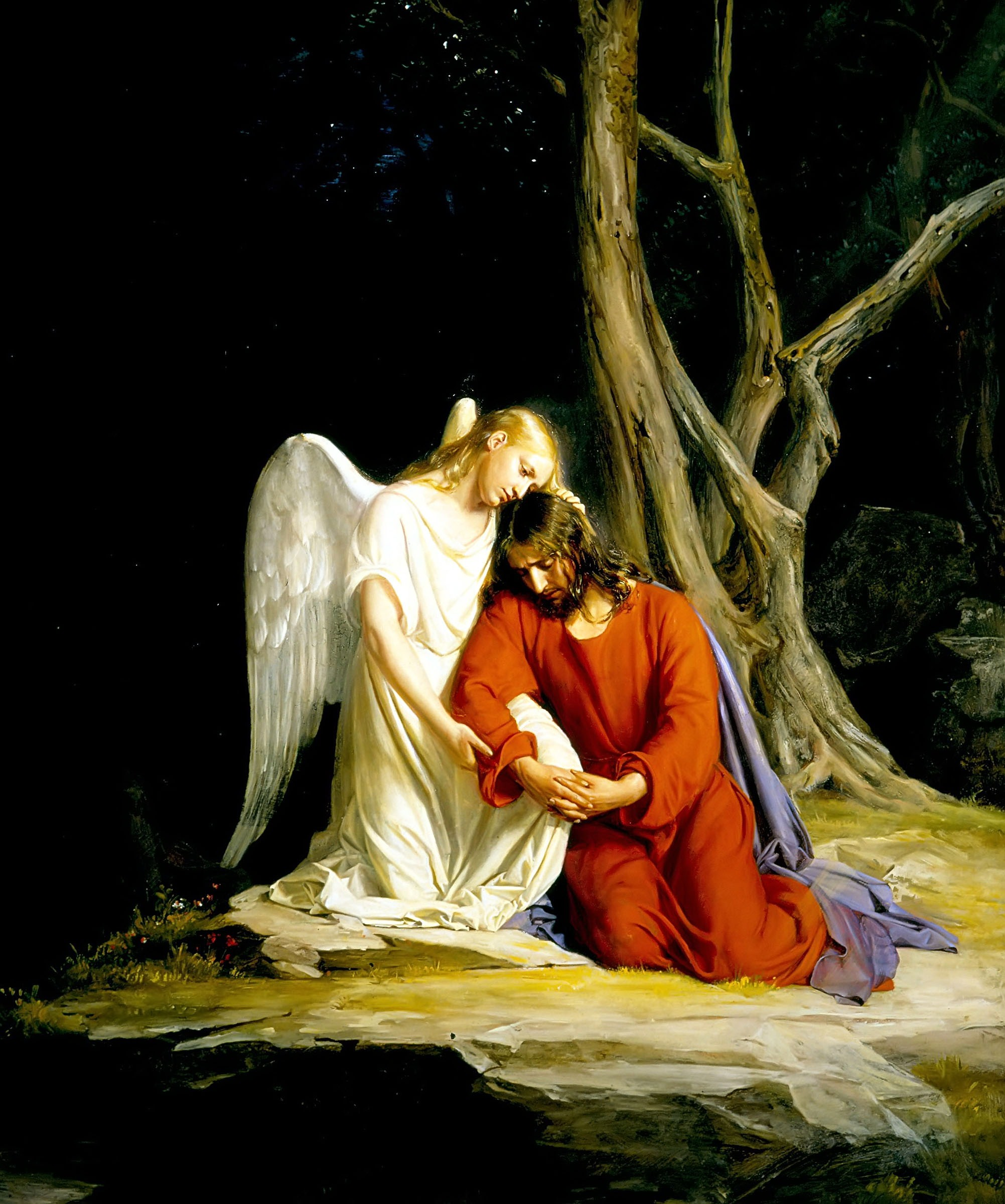
Un ángel consolando a Jesús antes de su arresto en el jardín de Getsemaní, de Carl Bloch.

Getsemaní (griego Γεθσημανή Gethsēmani, hebreo: גת שמנים, arameo: גת שמני Gath-Šmânê, siriaco ܓܕܣܡܢ Gat Šmānê, lit. ‘prensa de aceite’) fue el jardín donde, según el Nuevo Testamento, Jesús oró la última noche antes de ser arrestado. Se encuentra a los pies del Monte de los Olivos en Jerusalén. 
La oración de Jesús en el huerto se conmemora todos los años el Jueves Santo. Después de la Última Cena, Jesús se dirigió al huerto, donde acostumbraba reunirse con sus discípulos a orar. Según los evangelios era un lugar que tanto Jesús como sus discípulos visitaban frecuentemente, lo que permitió a Judas encontrarlo allí. Los Evangelios narran la tristeza agónica que lo asaltó en ese momento, y la actitud del Nazareno de orar y anunciar a los Apóstoles que ya llegarían los sayones que lo iban a arrestar, guiados por Judas Iscariote.

## Aparición en los evangelios

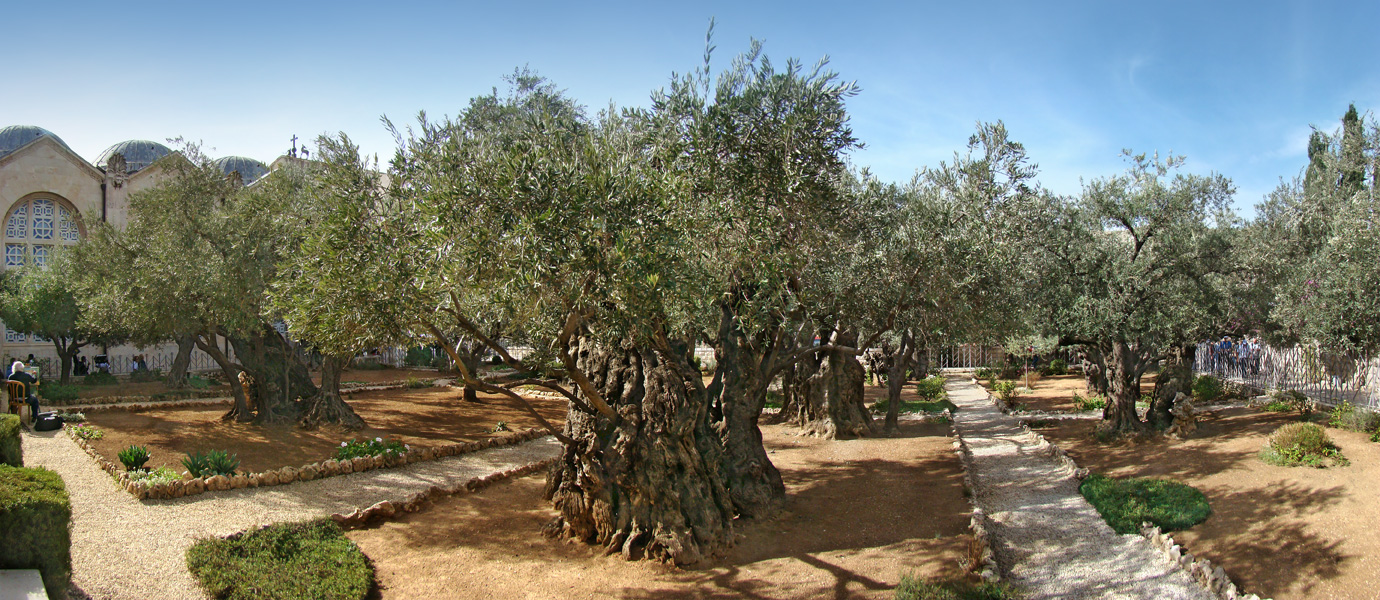
Jardín de Getsemaní.

Getsemaní aparece en griego en Mateo 26:36 y Marcos 14:32 como Γεθσημανἱ [Gethsêmani], Mateo (26:36) y Marcos (14:32) lo llaman χωρἰον, [xōrion] (18:1), lugar o estado. El evangelio de Juan dice que Jesús entró en un jardín (κῆπος, kêpos) con sus discípulos.
El nombre 'Getsemaní' aparece en los evangelios como Γεθσημανι (Gethsêmani). Esta palabra viene del arameo 'Gath-Šmânê', que significa 'prensa de aceite' (refiriéndose al aceite de oliva). Al parecer había una gran cantidad de árboles de olivo que rodeaban el área en aquellos días. Todos los evangelios hacen referencia de una forma u otra a este lugar.

## Historicidad de la escena de los evangelios
Existen diversas posiciones respecto de la historicidad de la escena protagonizada por Jesús de Nazaret en el huerto de Getsemaní, tal y como indica José Antonio Pagola:
- algunos autores (Gerd Lüdemann, los miembros del Jesus Seminar) llegaron a considerarla una invención de la comunidad cristiana;
- en contraposición, muchos autores aceptan la escena como uno de los hechos históricamente más creíbles, argumentando que nadie habría inventado un pasaje tan desfavorable para Jesús; en esa línea se inscriben los exégetas alemanes Hans Lietzmann, Rudolf Schnackenburg y Joachim Gnilka, entre otros;
- otros autores consideran el relato «sustancialmente histórico», pero trabajado por la tradición cristiana, ya que no se conocieron las palabras exactas que Jesús de Nazaret pronunció en el huerto; en esta línea se hallan los biblistas Raymond Edward Brown, Xavier Léon-Dufour y Pierre Grelot. Es la adoptada por Pagola en su libro Jesús, aproximación histórica.

## Ubicación

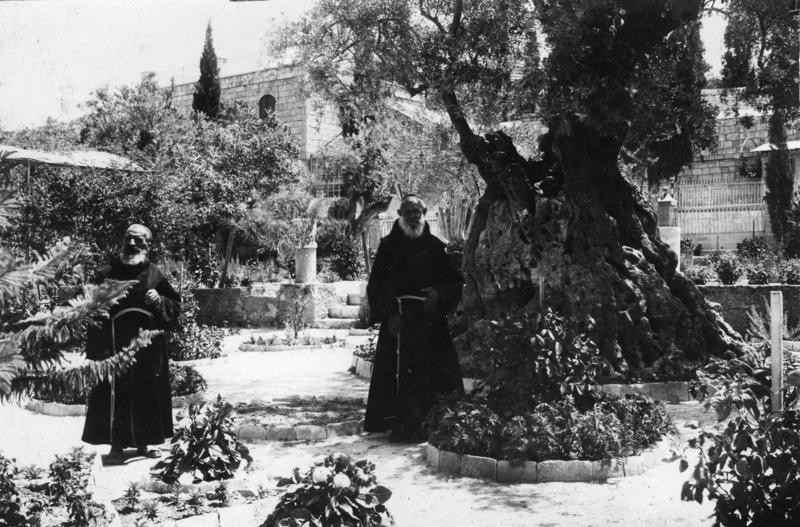
El jardín de Getsemaní en 1914.

Existen cuatro lugares en los que se ha señalado que pudo orar Jesús la noche en que fue arrestado. 
1. La Basílica de las Naciones junto a un emplazamiento conocido como "Piedra de la Agonía".
2. Al norte, junto a la tumba de la Virgen.
3. La zona de la Iglesia ortodoxa de Grecia al este.
4. Un huerto de la Iglesia ortodoxa rusa, junto a la iglesia de Santa María Magdalena.

## Arqueología
En 1956, el arqueólogo benedictino Virgilio Corbo excavó en la Gruta de Getsemaní y halló evidencia de que el sitio funcionaba como una instalación agrícola para la producción de aceite de oliva a finales del período del Segundo Templo. Estos hallazgos concuerdan con la etimología del topónimo Getsemaní, que significa "prensa de aceite".
En diciembre de 2020, varios arqueólogos anunciaron el descubrimiento de un baño ritual (también conocido como mikve) de la era del Segundo Templo en el Monte de los Olivos. Según el arqueólogo Amit Re'em, este hallazgo es consistente con la narrativa bíblica, pues las leyes rituales judías estipulan que cuando se produce aceite de oliva es necesario purificarse.